# 服部雪斎
服部 雪斎（はっとり せっさい、文化4年（1807年） - 没年不詳）は幕末から明治中期にかけて関根雲停等とともに活躍した博物画家。
雪斎の生い立ちはよく分かっていないが、谷文晁門下で田安家の家臣遠坂文雍の弟子であることから、雪斎も田安家と関係の深い武家出身である可能性が高い。没年は不明であるが、作品に記された年代から明治20年（1887年）までは生存が確認されている。

## 雪斎の業績
雪斎の代表作は、『目八譜』 （武蔵石壽編）であるが、他に『半魚譜』（森枳園編）、『千蟲譜』（栗本丹州編）、『有用植物図説』（田中芳男・小野職愨編）等がある。
目八譜は、旗本で赭鞭会のメンバーであった、武蔵孫左衛門（号石壽）が編纂したもので、991種の貝が収録された図鑑である。雪斎の作品の中では最も早い年代のもので、目八とは岡目八目と貝の字を分けると目と八になることから付けられたものである。 1845年に完成したこの美しい貝の図鑑は、当時世界的に見ても非常に優れたものであり、赭鞭会の活動から生まれたもののなかでも白眉と言えるもので、雪斎の技量が遺憾なく発揮されている。

## 明治の雪斎
明治5年（1872年）湯島聖堂大成殿で行われた、文部省博物局主催による博覧会の記念写真の中に、蜷川式胤、町田久成、田中芳男等、明治政府の博物館政策に関わり、後の日本をフランスと肩を並べる美術大国に導いた面々と共に、雪斎が映っている。ここに、どのような役職で参加しているかは不明であるが、博物局に出仕し13等に任ぜられた記録が残っている。
この後、雪斎の博物図譜の制作も最後の光芒を放ち、田中芳男と小野職愨の共撰による博物局最後の書であり、実用博物学の到達点ともいえる有用植物図説が刊行される。

## 関連図書
- 幕末明治の画家たち（ぺりかん社）
- 日本の博物図譜（国立科学博物館）
- 江戸の動植物図（朝日新聞社）
- 牧野富太郎と植物画展（毎日新聞社）